# Pinot Liébault
Pinot Liébault ist eine Rotweinsorte. Es handelt sich um eine Mutation des Pinot noir. Nach Pierre Galet, dem bekannten französischen Ampelographen, wurde sie im Jahr 1810 von A. Liébaut in Gevrey-Chambertin in der Gemarkung Les Charmes im Weinbaugebiet Burgund entdeckt und von Eugène Liébaut selektiert. Eugène Liébaut ist im Übrigen mütterlicherseits der Großvater des Inhabers des bekannten Weingutes Domaine Tortochot in Gevrey-Chambertin. Diese Mutation hat leicht höhere und vor allem regelmäßigere Erträge als der Pinot Noir, neigt dagegen eher zur Verrieselung. Die Qualität der erzeugten Weine ist dabei absolut erstklassig. Sie ist daher im Burgund in fast allen Appellationen zugelassen.

## Ampelographische Sortenmerkmale
In der Ampelographie wird der Habitus folgendermaßen beschrieben:
- Die Triebspitze ist offen. Sie ist stark weißlich hellgrün behaart. Die Jungblätter sind anfangs spinnwebig behaart um danach fast unbehaart zu sein.
- Die mittelgroßen dunkelgrünen Blätter sind rundlich, meist ganz oder schwach dreilappig,  selten jedoch schwach angedeutet fünflappig. Die Stielbucht ist V-förmig offen. Das Blatt ist stumpf gezähnt. Die Zähne sind im Vergleich der Rebsorten mittelgroß. Die Blattoberfläche (auch Spreite genannt) ist blasig derb.
- Die walzenförmige Traube ist selten geschultert, mittelgroß und dichtbeerig. Die rundlichen bis ovalen Beeren sind mittelgroß und von dunkelblauer bis violettblauer Farbe. Die Schale der Beere ist dünnhäutig bis mittelstark.

Pinot Liébault treibt mittelfrüh aus und ist somit empfindlich gegen eventuelle späte Frühjahrsfröste. Es handelt sich um eine weinbaulich eher schwierige Rebsorte. Die dünnhäutigen Früchte verlangen eine sehr feinfühlige Bearbeitung, da durch Verletzungen der Schale ihr Saft zu früh freigesetzt wird. Außerdem reagieren sie stark auf Klimaschwankungen (Hitze/Kälte). Sie ist anfällig gegen den Echten Mehltau und den Falschen Mehltau. Des Weiteren neigt sie zu Chlorose, Rohfäule und Virusbefall.
Pinot Liébault ist eine Varietät der Edlen Weinrebe (Vitis vinifera). Sie besitzt zwittrige Blüten und ist somit selbstfruchtend. Beim Weinbau wird so der ökonomische Nachteil vermieden, keinen Ertrag liefernde, männliche Pflanzen anbauen zu müssen.
Synonyme: Pinot Liébaut, Plant Liébault
Abstammung: Mutation des Pinot noir